# Praga T-7
Dělostřelecký tahač Praga T-7 byl modifikací československého dělostřeleckého pásového traktoru Praga T-6. Jeho výrobcem byl podnik ČKD Praha. Vyráběl se od roku 1937, byl užíván v druhé světové válce.

## Technické údaje
- Hmotnost: 7,05 t
- Délka: 5,7 m
- Šířka: 2,06 m
- Výška: 2,47 m
- Osádka: 3 muži
- Pohon: motor Praga, vodou chlazený šestiválec
- Obsah motoru: 8660 cm³
- Výkon: 112 hp
- Maximální rychlost: 31 km/h
- Operační dosah: 250 km
- Vlastnosti: utáhl až 7 tun